# Alejandro Sosa
Alejandro „Alex” Sosa – postać fikcyjna z filmu Człowiek z blizną.
Alejandro jest handlarzem kokainy, zwany „baronem narkotykowym”. Wywodzi się z dobrej rodziny i chodził do dobrych szkół. Z początku chce robić interesy z Frankiem Lopezem, lecz gdy ten przysyła do niego Omara i Tony’ego, dogaduje się z Tonym, a Omara każe zamordować za zdradę i kapowanie policji. Frank jest wściekły na Tony’ego i dokonuje nieudanej próby zamachu na niego. Tony mści się zabijając Franka, a później robi dalsze interesy z Sosą, w rezultacie których zostaje milionerem.
Gdy Tony’emu grozi 5 lat więzienia, przybywa do Sosy z prośbą o pomoc. Alex zgadza się na to, ale w zamian za przysługę. Jeden z dziennikarzy odkrywa międzynarodowy spisek kokainowy, w który zamieszany jest Alejandro. Wymawia nazwiska publicznie, w telewizji. Sosa chce, by jego człowiek, Alberto, podłożył bombę pod samochód dziennikarza, lecz ten nie zna angielskiego. Prosi zatem Tony’ego o pomoc mu w wykonaniu zadania. Alberto podkłada bombę, lecz do samochodu dziennikarza wchodzą także żona i dwójka dzieci. Tony jest zbulwersowany tym i nie pozwala Albertowi zdetonować bomby. Gdy ten mimo to próbuje to zrobić, Tony zabija go strzałem w głowę.
Sosa i jego partnerzy są wściekli na Tony’ego, nie tyle za zabicie Alberta, co za niewykonanie zadania. Dziennikarz wygłosił bowiem kolejną mowę na ich temat, a jego ochrona została znacznie wzmocniona po odkryciu bomby. W odwecie Sosa wysyła sporą grupę swoich morderców do posiadłości Tony’ego, którzy wykonują swoje zadanie, mimo wielu poniesionych strat.
W filmie jego rolę odgrywa Paul Shenar.